# Sangoulé Lamizana
Aboubakar Sangoulé Lamizana (Zignara, 31 januari 1916 – 26 mei 2005) was president van Burkina Faso (toen nog Opper-Volta) tussen 1966 en 1980.
Generaal Sangoulé Lamizana kwam aan de macht na een militaire staatsgreep in 1966. Hij beloofde na een overgangsfase van vier jaar terug te treden. In juni 1970 liet hij een nieuwe grondwet aannemen en in de parlementsverkiezingen haalde zijn eenheidspartij UDV (Union démocratique Voltaïque) de absolute meerderheid. Hij werd in 1980 afgezet in een militaire staatsgreep.